# La jena del Missouri
La jena del Missouri (The Bushwhackers) è un film del 1951 diretto da Rod Amateau.
È un film western statunitense con John Ireland, Wayne Morris e Lawrence Tierney.

## Produzione
Il film, diretto da Rod Amateau (alla sua prima regia) su una sceneggiatura dello stesso Amateau e di Tom Gries, fu prodotto da Larry Finley per la Jack Broder Productions e girato nei General Service Studios a Hollywood e nel Jack Ingram Ranch, Woodland Hills, Los Angeles, California, dal 5 settembre al 19 settembre 1951. Nel cast è presente anche John A. Ireland, figlio dell'attore protagonista John.

## Distribuzione
Il film fu distribuito con il titolo The Bushwhackers negli Stati Uniti dall'ottobre 1951 dalla Realart Pictures.
Altre distribuzioni:
- in Svezia il 21 febbraio 1955 (Krypskyttarna)
- in Danimarca il 2 luglio 1956 (Snigskytten)
- in Germania Ovest il 6 luglio 1962 (...jetzt wird abgerechnet)
- nel Regno Unito (The Rebel)
- in Italia (La jena del Missouri)
- in Brasile (Guerrilheiros do Sertão)

## Promozione
La tagline è: "REVENGE - Frightening in it's Naked Fury! ".